# دبوس تثبيت

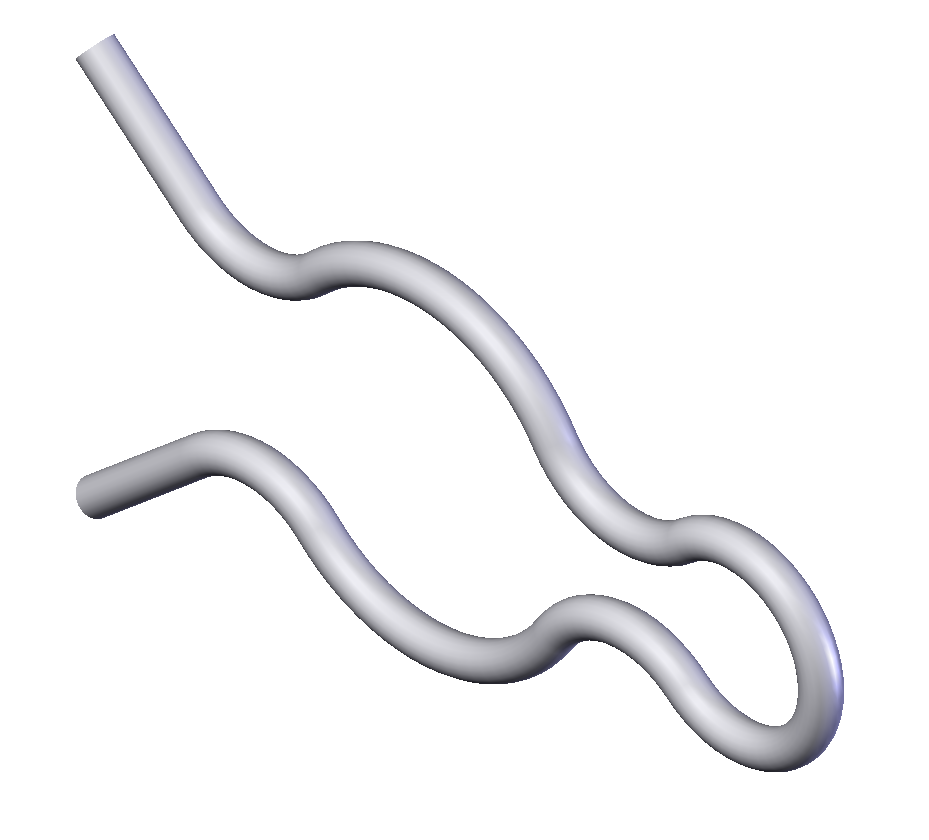

دبوس التثبيت (بالإنجليزية: Hairpin Clip أو Retaining Pin)‏ هو نوع من الأسلاك المشكّلة، يستخدم في تجاويف محاور الدوران. يتميز تصميمه بسهولة التركيب والإزالة وإعادة الاستخدام. تصنّع هذه الدبابيس عادة من الصلب الكربوني 1050 ومن سلسلة الفولاذ المقاوم للصدأ 300.